# RPR1
RPR1. (für Rheinland-Pfälzische Rundfunk GmbH & Co. KG) ist ein privater Hörfunksender in Rheinland-Pfalz. Der Sender wurde 1985 gegründet, Sendestart war am 30. April 1986 um 18:30 Uhr. Er ist damit einer der ersten landesweiten privaten Hörfunksender in Deutschland. Der Sender spielt ein Adult-Contemporary-Format (AC) und richtet sich an die Zielgruppe der 30- bis 59-Jährigen.

## Geschichte
Die Rechtsgrundlage für den privaten UKW-Rundfunk in Rheinland-Pfalz bildete das Landesgesetz über einen Versuch mit Breitbandkabel mit dem Änderungsgesetz vom 20. Dezember 1984. Zuerst waren es vier Anbietergemeinschaften, jeweils mit eigenem Programmprofil, die am 30. April 1986 in Rheinland-Pfalz auf derselben Frequenz (anfangs nur 103,6 MHz) zu verschiedenen Zeiten auf Sendung gingen (sog. Frequenzsplitting): RPR (Zeitanteil 71,855 %), PRO Radio 4 (Private Rundfunk-Organisation; 15,155 %), LR (Linksrheinischer Rundfunk; 6,625 %) und Radio 85 (6,365 %). Radio 85, der Sender der Großverlage, stellte schon bald mit dem Hinweis auf die nicht vorhandene wirtschaftliche Rentabilität den Betrieb ein; seine Sendezeit wurde von RPR übernommen. Während PRO Radio 4 und RPR kommerziell orientierte Sender waren, brachte der in Mainz ansässige LR ein alternatives und kommerzielles Radioprogramm. Lokalprogramme gab es aus Ludwigshafen, Mainz, Koblenz und Trier (im Rahmen von PRO Radio 4 beispielsweise die Rosa Welle aus Mainz oder TR 1 aus Trier). Im Jahr 1989 wurde die Frequenzkette von der LPR neu ausgeschrieben, und RPR erhielt ab 1990 allein den Zuschlag; PRO Radio 4 durfte aber noch bis 1991 weitersenden.

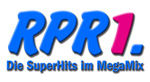
Früheres Logo

Anfang der 1990er Jahre erhielt Radio RPR auch die zweite landesweite UKW-Senderkette in Rheinland-Pfalz. Auf diesen Frequenzen wurde vom 9. Dezember 1991 bis zum 4. August 2003 ein RPR Zwei genanntes Schlagerprogramm ausgestrahlt. Nachdem sich nach Unternehmensangaben der Werbemarkt für ein Programm für eine ältere Zielgruppe verschlechterte, wird seither über die Kette das Programm bigFM Rheinland-Pfalz ausgestrahlt. Die Produktion erfolgt unter der Regie von RPR in enger Kooperation mit dem Partnerprogramm bigFM.

## Gesellschafter
RPR1. wird von der Rheinland-Pfälzische Rundfunk GmbH & Co. KG betrieben. Diese gehört überwiegend den Verlegern von Tageszeitungen aus Rheinland-Pfalz. 
Die Eigner der größten Anteile sind (Stand Februar 2025):
- 24,5 %: Moira Rundfunk (Medien Union)
- 23,4 %: VRM
- 20,5 %: Mittelrhein-Verlag (Rhein-Zeitung)
- 09,2 %: Deutsche Druck- und Verlagsgesellschaft (DDVG)

## Programm

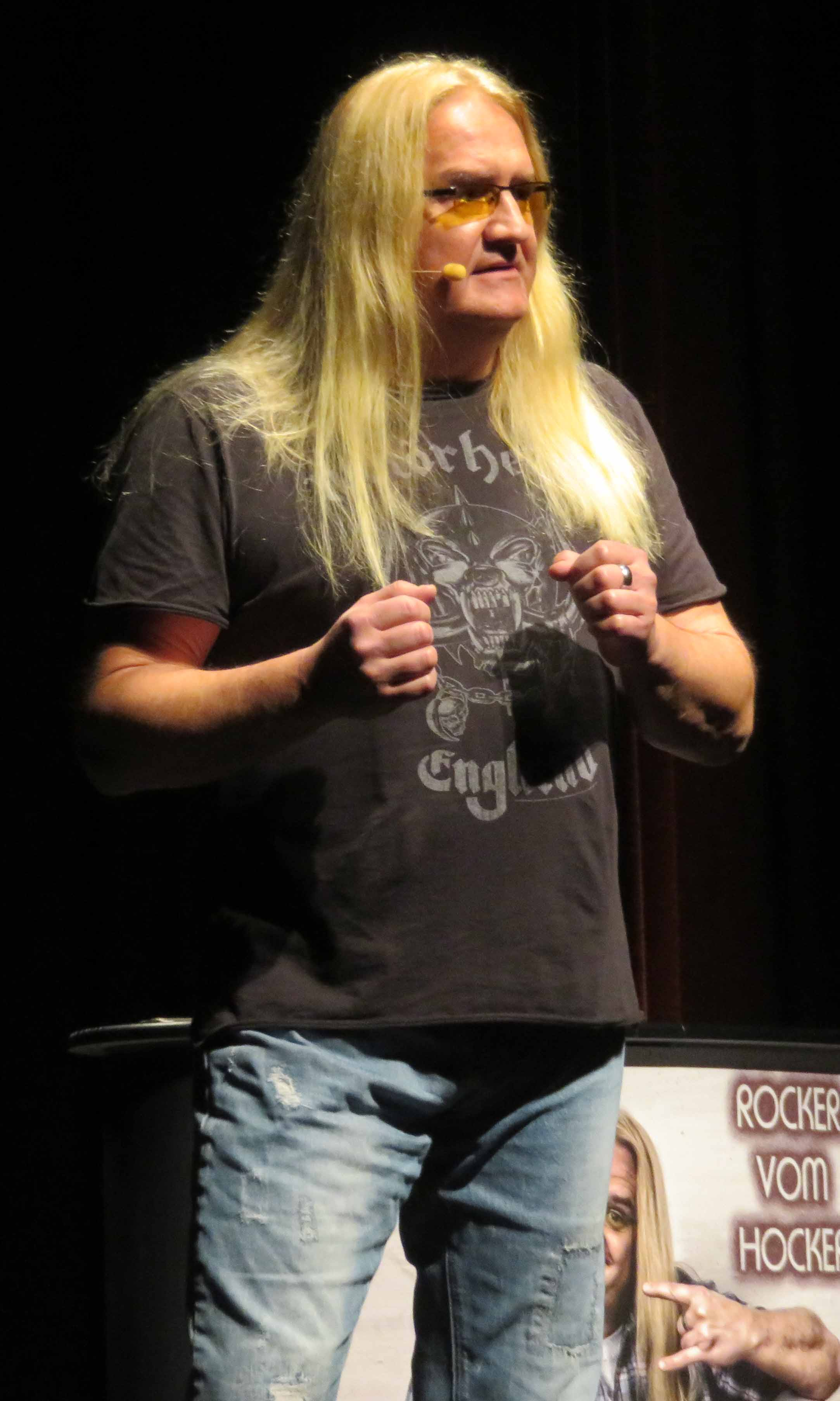
RPR1.-Moderator und Comedian Sven Hieronymus (Der Rocker vom Hocker)

RPR1. ist ein Adult-Contemporary-Format (AC), Zielgruppe sind die 30- bis 59-Jährigen. Gesendet wird rund um die Uhr ein Mix aus Musik, Nachrichten, Verkehrsinformationen, Berichten, Comedy und Werbung. Das Programm ist auf Durchhörbarkeit angelegt und verzichtet weitgehend auf Spezialsendungen. Populär geworden sind in der Vergangenheit Radio-„Persönlichkeiten“ wie beispielsweise Bülent Ceylan, Paul Panzer, Heiner Knallinger, Sven Hieronymus („Weine könnt’ ich, weine“) oder Handwerker Peters (2024 von der Hörerschaft zum "Comedystar von Rheinland Pfalz" gewählt), die ihre ersten Sketche bei RPR präsentiert haben.
Die Moderatoren mit ihren Shows:
| Moderator                               | Show                                                       |
| --------------------------------------- | ---------------------------------------------------------- |
| Laura Nowak                             | Die RPR1. Guten Morgen Show                                |
| Ben Salzner                             | Die RPR1. Guten Morgen Show                                |
| Andreas Kunze                           | RPR1. Dein Vormittag mit Kunze                             |
| Jens Baumgart                           | Topthemen am Mittag                                        |
| Ina Meyer                               | RPR1. – mit Ina Meyer bei der Arbeit                       |
| Tobias Gebhard                          | RPR1. – mit Ina Meyer und Tobias Gebhard in den Feierabend |
| Jens Baumgart                           | Der Tag in Rheinland-Pfalz                                 |
| Selina Schmitt                          | RPR1. Der Abend mit Selina Schmitt                         |
| Daniel Kaiser                           | RPR1. Nightlounge                                          |
| Miriam Audrey Hannah                    | Music made in Germany                                      |
| Sven Hieronymus „Der Rocker vom Hocker“ | RPR1. Rockertreff                                          |
| Bob Murawka                             | RPR1. Musikclub, Der Samstag XXL, RPR1. Classic Bob        |
| Tobias Gebhard                          | Endlich Samstag                                            |
| Uwe Burkert                             | RPR1. Einfach Himmlisch                                    |
| Reiner Meutsch                          | Mein Abenteuer                                             |
| Barbara Schöneberger                    | Die Barba Radio Show                                       |

Ehemalige Moderatoren sind unter anderem Frank Laufenberg (1991 bis 1996 Bei Anruf Pop!), Torsten Eikmeier (bis 2019), Kate Menzyk (bis August 2016), Sebastian Röbke (bis Oktober 2015), Nadja Gontermann (bis Dezember 2013), Sarah Berg (bis November 2013), Julian Krafftzig (bis Oktober 2013), Lars-Christian Karde (bis 31. Juli 2011), Sarah von Neuburg (bis 31. Juli 2011), Markus Appelmann (bis 2010), Julia Porath (bis Juli 2011), Christian Haacke (bis 2005), Tillmann Uhrmacher, Boris Müller (bis 2002), Stefan Moser, Bernd Schmellenkamp (1986 bis 1996), Thomas Sauer, Walter Freiwald, Jörg Musiol, Rainer Pleyer, Peter Millowitsch, Mariele Millowitsch, Bernd Knopp (bis 2001), Hans-Peter Hain und Kai Zorn (bis 2019).

## Webstreams und Podcasts
RPR1. hat seinen Internet-Auftritt ausgebaut und bietet seit dem 1. Januar 2007 verschiedene Spartenmusik-Kanäle (Channels/Playlists) sowie sechs regionale Informations-Kanäle im Internet an.
- Sommerhits
- Radio Schinkenstrasse
- Radio Weinstrasse
- Top 50
- Best of 80s
- Old School Hip-Hop
- Heavy Metal
- 90er Dance
- Neue Deutsche Welle
- Oldies
- Ed Sheeran
- Modern Pop
- 2010er Charts
- 2000er Pop
- 90er Pop
- Best of 80s
- 70er
- 90er Rock
- 70er Rock
- Classic Rock
- Music Made in Germany
- Schlager
- Neue Deutsche Welle
- 90er Trash
- Pappnasen mit DJ Fosco
- Kölner Karneval mit DJ Fosco
- RPR1.Tanzbar
- Chilloutzone
- Kuschelrock
- Akustisch
- Yoga Sounds
- Country
- Hits für Kids
- Fitness
- Radio Nürburgring
- Weihnachtslieder

## Regionalstudios
Der Sender regionalisiert sein Programm regelmäßig mehrmals täglich für vier Regionen (Ludwigshafen am Rhein/Kaiserslautern, Trier, Mainz und Koblenz/Köln).
Radio RPR1. betreibt Regionalstudios in:
- Koblenz
- Ludwigshafen am Rhein
- Mainz
- Trier
- Kaiserslautern

## Empfang

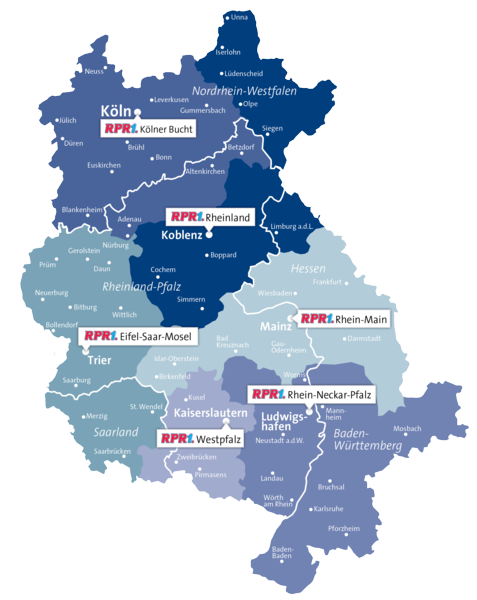
Sendegebiet

Über UKW kann RPR1. in ganz Rheinland-Pfalz, im Süden Nordrhein-Westfalens und Teilen des Ruhrgebiets, im Saarland, Mittel- und Südhessen, in Nord- und Mittelbaden, in den Höhenlagen Unterfrankens in Bayern, in den belgischen Ostkantonen und in Luxemburg empfangen werden. Die Senderstandorte, die seit 1. April 2018 durch den Düsseldorfer Sendernetzbetreiber Uplink Network betrieben werden, im Detail:
| Sender                                     | UKW       | Leistung | Region                    |
| ------------------------------------------ | --------- | -------- | ------------------------- |
| Ahrweiler (Heckenbach-Schöneberg)          | 103,5 MHz | 30 kW    | Studio Rheinland (Köln)   |
| Edenkoben (Kalmit)                         | 103,6 MHz | 25 kW    | Studio Rhein-Neckar-Pfalz |
| Grünstadt (Mertesheim)                     | 103,3 MHz | 0,05 kW  | Studio Rhein-Neckar-Pfalz |
| Kleinkarlbach (Battenberg-Steinbrunnerweg) | 091,1 MHz | 0,01 kW  | Studio Rhein-Neckar-Pfalz |
| Bad Dürkheim (Friedelsheim)                | 098,1 MHz | 0,05 kW  | Studio Rhein-Neckar-Pfalz |
| Bad Bergzabern (Stäffelsberg)              | 103,3 MHz | 0,25 kW  | Studio Rhein-Neckar-Pfalz |
| Pirmasens (Kettrichhof)                    | 104,7 MHz | 5 kW     | Studio Rhein-Neckar-Pfalz |
| Zweibrücken (FMT Am Funkturm)              | 103,3 MHz | 2 kW     | Studio Rhein-Neckar-Pfalz |
| Eßweiler (Bornberg)                        | 103,1 MHz | 25 kW    | Studio Rhein-Neckar-Pfalz |
| Mainz (Bonifatiustürme)                    | 098,1 MHz | 0,2 kW   | Studio Rhein-Main         |
| Mainz (Ober-Olm)                           | 100,6 MHz | 20 kW    | Studio Rhein-Main         |
| Bad Kreuznach (Schanzenkopf)               | 089,7 MHz | 0,1 kW   | Studio Rhein-Main         |
| Idar-Oberstein (Hillschied)                | 100,3 MHz | 1 kW     | Studio Rhein-Main         |
| Koblenz (Kühkopf)                          | 101,5 MHz | 40 kW    | Studio Rheinland          |
| Lahntal (Diez-Diezer Hain)                 | 101,2 MHz | 0,1 kW   | Studio Rheinland          |
| Bad Marienberg (Marienberger Höhe)         | 102,9 MHz | 25 kW    | Studio Rheinland          |
| Daun (Eifel)                               | 102,1 MHz | 20 kW    | Studio Eifel-Saar-Mosel   |
| Saarburg (Schoden-Geisberg)                | 102,6 MHz | 20 kW    | Studio Eifel-Saar-Mosel   |
| Trier (Petrisberg)                         | 102,9 MHz | 0,1 kW   | Studio Eifel-Saar-Mosel   |
| Hunsrück (Haardtkopf)                      | 100,1 MHz | 50 kW    | Studio Eifel-Saar-Mosel   |

Seit dem 27. Oktober 2017 ist RPR1. auch über DAB+ empfangbar. Es wird die überregionale Webradio-Version verwendet. Genutzt werden die freien Kapazitäten im SWR-RP-Multiplex auf Kanal 11A. Seit dem 1. Mai 2024 sendet RPR1. zudem über DAB+ im Saarland (Kanal 9C).

## Veranstaltungen

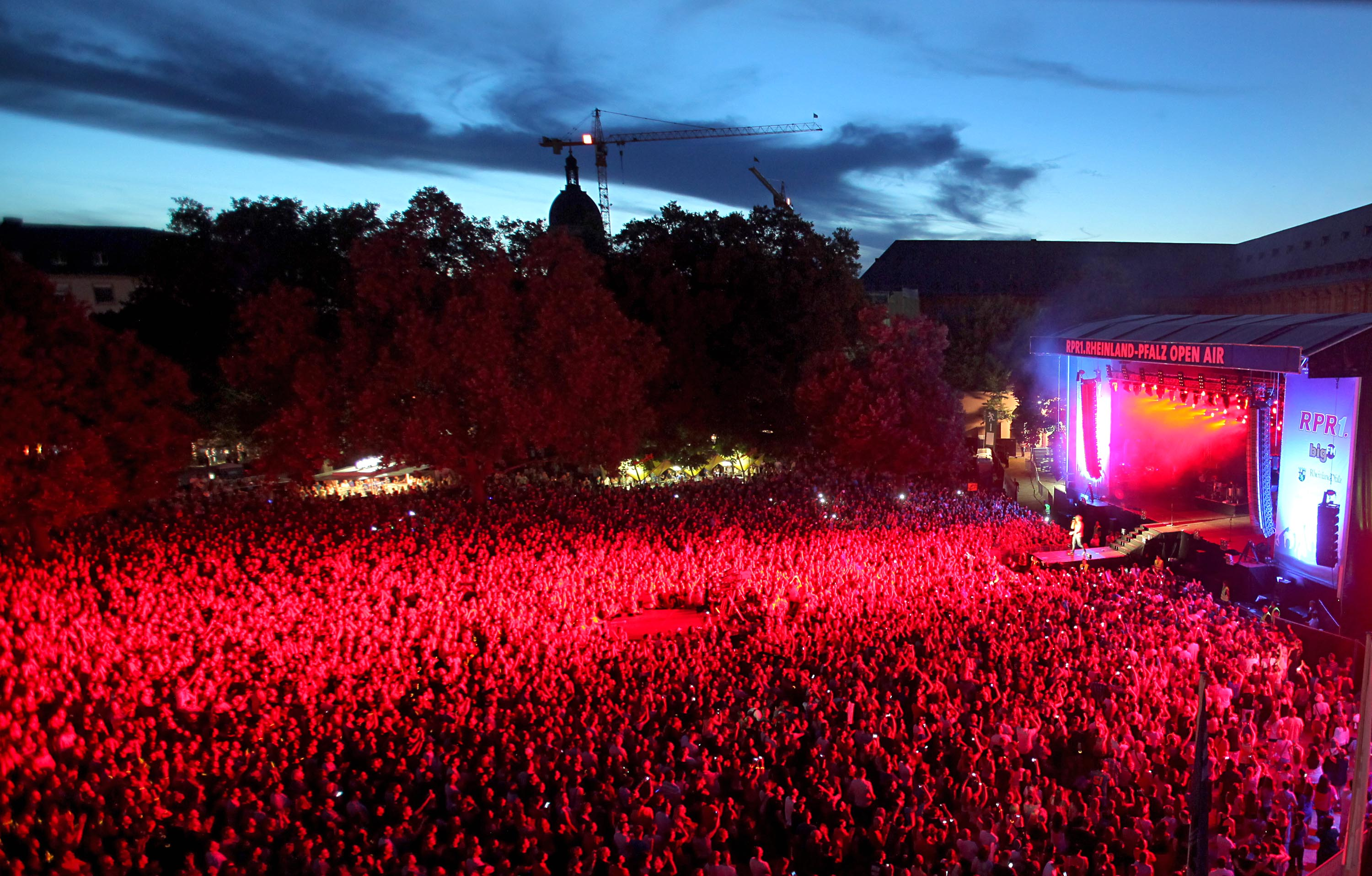
Rheinland-Pfalz Open Air 2013

RPR1. richtet seit 30 Jahren jährlich ca. 300 Veranstaltungen aus. Von 2005 bis 2014 organisierte RPR1. das jährliche „Rheinland-Pfalz Open Air“ in Mainz an der Staatskanzlei und 2017 war der Sender mit einer Hauptbühne beim „Tag der Deutschen Einheit“ in Mainz vertreten. Beim jährlichen Rheinland-Pfalz-Tag stellt der RPR1. unter anderem ein Bühnenprogramm, ebenso wie auf Stadtfesten und Veranstaltungen in ganz Rheinland-Pfalz.

## Medienpartnerschaften
RPR1. ist Medienpartner der Fußball-Vereine 1. FSV Mainz 05, 1. FC Kaiserslautern, FC Rot-Weiß Koblenz und SV Sandhausen. Im Handball besteht eine Medienpartnerschaft mit den Rhein-Neckar Löwen sowie den Eulen Ludwigshafen und im Basketball mit den Gladiators Trier. RPR1. ist außerdem Medienpartner des EHC Neuwied (Eishockey) und der TTC Zugbrücke Grenzau (Tischtennis).
Für den 1. FC Kaiserslautern veranstaltet RPR1. das offizielle Stadionradio.

## Soziales Engagement
Seit 1999 unterstützt RPR1. mit seinem Verein „RPR hilft e. V.“ Familien und Hilfsorganisationen in Rheinland-Pfalz. Schirmherrin des Vereins ist die ehemalige rheinland-pfälzische Ministerpräsidentin Malu Dreyer.

## Kritik
Kritiker werfen den Verantwortlichen oft vor, bildende, informierende und vielseitige Inhalte immer stärker aus dem Programm zu streichen (siehe auch Dudelfunk), um dadurch mit einfachen Radio-Gewinnspielen und hohen Geldgewinnen neue Hörer zu generieren. Auch die Musikauswahl wird oft als zu eintönig bemängelt (Heavy Rotation). Für Kritik sorgte auch das Gewinnspiel „Was würden Sie für 100.000 Euro tun?“. Eine Hörerin wollte sich für den Betrag alle Zähne ziehen lassen, eine andere mit einem Krokodil baden gehen.